# Nintendo M82
 (octobre 2019).
Si vous disposez d'ouvrages ou d'articles de référence ou si vous connaissez des sites web de qualité traitant du thème abordé ici, merci de compléter l'article en donnant les références utiles à sa vérifiabilité et en les liant à la section « Notes et références ».

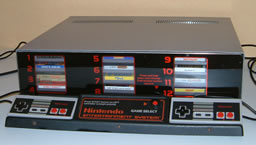
Le M82 avec douze jeux de démonstration et deux manette.

La Nintendo M82 est une unité de démonstration pour la console Nintendo Entertainment System de Nintendo, destinée à permettre aux clients d’essayer les jeux en magasin avant de les acheter[Quand ?].
Le M82 peut contenir jusqu’à 12 jeux, visibles par de petites fenêtres sur le devant, numérotées de 1 à 12. Les jeux sont sélectionnés par appui sur un bouton rouge, sur le devant de l’appareil. Jusqu’à deux contrôleurs et un NES Zapper peuvent être connectés et se posent sur de petites étagères sur la partie inférieure avant de l’appareil. Le temps de jeu peut être fixé via un bouton sur le dos de l’unité, et peut être de 30 secondes, 3 minutes, 6 minutes, 128 minutes ou illimité.
Nintendo a aussi développé d’autres unités de démonstration en magasin, mais le M82 semble être la variété commune.

## Crédit des auteurs
- (en) Cet article est partiellement ou en totalité issu de l’article de Wikipédia en anglais intitulé « Nintendo M82 » (voir la liste des auteurs).